# Ley del Hogar de 1884
La Ley del Hogar fue dictada en la Argentina el 2 de octubre de 1884, bajo la presidencia de Julio Argentino Roca. Facultaba al gobierno nacional a donar tierras conquistadas durante la campaña del desierto con el fin de promover la maximización del rendimiento en la agricultura evitando la acumulación del Latifundio. La entrega de tierras tenía un máximo de 625 hectáreas y se debía entregar a aborígenes y gauchos de escasos recursos.
Fue elaborada a imagen y semejanza de una ley dictada en Estados Unidos.
Su aplicación en la práctica no resultó, pues los terratenientes y otros factores de poder de la época inclinaron la distribución de tierras en función de sus propios intereses. Otros factores que llevaron al fracaso de esta ley fueron:
- Un Estado todavía frágil para controlar su ejecución
- Las propias urgencias del mismo por acelerar la entrega de tierras por fines meramente fiscales (recaudación de impuestos).
- Esta ley significaba un intento de avance del gobierno o poder sobre los latifundios ociosos del llano pampeano, quitado y extirpado a indígenas originarios mediante la fuerza de la espada, la pólvora o el etnocidio preeminente así como el exterminio de su hábitat originario.
- Por entonces, pueblos nativos de la región ocupaban y defendían sus territorios de las entradas del incipiente ejército estatal. Bajo su regla de defensa con lanzas, saqueos de bienes y apropiación de personas[cita requerida]

Entre las consecuencias positivas de esta ley, se puede resaltar la de haber sido un antecedente importante para la inmigración en Argentina que favoreció a la población de la Patagonia, como ser la inmigración bóer.[cita requerida]